# Osei Kwadwo
Osei Kwadwo (auch Osei Kwadwo Okoawia, Osei Kumaa oder nur Kwadwo genannt) (* um 1735; † um 1777), war von 1764 bis 1777 Asantehene (Herrscher) des Königreichs Aschanti, das vom Beginn des 18. bis Mitte des 19. Jahrhunderts erst das zentrale, später das gesamte Gebiet des heutigen Ghanas beherrschte.
Osei Kwadwo war der vierte Asantehene seit der Einigung der Aschanti unter Osei Tutu I. und erweiterte das Gebiet des Aschantireiches im Laufe seiner Herrschaft durch militärische Eroberung. Bedeutender waren seine Reformen des Regierungssystems des Aschantireiches. Im Gegensatz zum früheren Vorgehen ernannte er „Chiefs“ und andere Würdenträger aufgrund ihrer Verdienste (Tapferkeit im Krieg, Geschick im diplomatischen Umgang oder im Handel). Bis zu Osei Kwadwo wurden Ämter im Aschantireich vererbt. Er führte nichterbliche Positionen ein, die mit Ministerämtern gleichzusetzen waren, und besetzte frei werdende Erbfürstentümer mit Männern seines Vertrauens. Das neue Verfahren stärkte die persönliche Macht des Asantehene erheblich, da sich der Kreis der Machthaber erweiterte, die ihre Macht allein der Ernennung durch den Asantehene verdankten. Kwadwo richtete zudem eine Art Polizeitruppe ein, die Ankobia, die in der Hauptstadt Kumasi stationiert war.